# R&B contemporani
El R&B contemporani (també conegut com a R&B) és un gènere musical de música popular occidental (predominantment estatunidenc i canadenc en origen) la interacció actual del gènere que va començar en els anys 1940 com música rhythm and blues. Encara que l'acrònim «R&B» s'origina de la seva associació amb la música rhythm and blues tradicional, el terme R&B és avui dia més freqüentment usat per a definir un estil de música afroamericana que té el seu origen després de la desaparició de la música disco en els anys 1980. Aquest nou estil combina elements del soul, el funk i el dance, i, des de 1986 amb l'arribada del R&B d'estil New Jack Swing, el hip-hop.
No va ser fins a la dècada dels 80 quan el terme "R&B" va recuperar el seu ús ordinari. Durant aquell temps, la música soul de James Brown i Sly & the Family Stone havia adaptat elements de la música psicodèlica i altres gèneres a través del treball d'artistes com George Clinton. El funk es va convertir també en una part principal de la música disco. A principis dels 80, no obstant això, el funk i el soul s'havien convertit en gèneres sensuals i carregats de sexualitat, a causa, en gran part, de Prince. En aquells dies, el modern gènere del R&B contemporani vi a ser un dels gèneres musicals més populars de la música nord-americana.
El R&B avui dia defineix un gènere de música afroamericana, originat després de la "mort" de la música disc en els 80s, que combina elements de soul, funk, dance i, després de 1986, hip-hop. En aquest context només s'usa l'abreviatura "R&B", no l'expressió sencera.
A vegades referit com "urban contemporary" (el nom del format de ràdio que tocava música hip hop i R&B), el R&B contemporani és distingit per un mètode electrònic de producció, caixa de ritmes de fons i una forma suau d'arranjament vocal.